# Oberflächenwellen-Magnituden-Skala
Die Oberflächenwellen-Magnituden-Skala ({\displaystyle M_{\text{S}}}, von englisch surface wave magnitude) ist eine Methode zur Messung von Erdbeben-Magnituden. Sie basiert auf der Untersuchung der Bewegung der Oberfläche durch Rayleighwellen mit einer Periode {\displaystyle T} von 20±2 Sekunden. 
Beno Gutenberg entwickelte 1945 folgende Kennzahl mit der Einheit Eins für teleseismische Oberflächenwellen:
{\displaystyle M_{\text{S}}=\log _{10}A_{H_{\text{max}}}\left(\Delta \right)+\sigma \left(\Delta \right)}
Die Koeffizienten sind dabei:
- {\displaystyle A_{H_{\text{max}}}={\sqrt {A_{N}^{2}+A_{E}^{2}}}} ist die maximale horizontale Bewegung der Oberfläche gemessen auf dem Seismogramm in Mikrometern bei einer Periode {\displaystyle T} von 20±2 Sekunden für die Nord-Süd- {\displaystyle A_{N}} bzw. {\displaystyle A_{E}} Ost-West-Komponenten,
- {\displaystyle \Delta } die Entfernung des Ortes der Messung vom Epizentrum gemessen in Grad und
- {\displaystyle \sigma \left(\Delta \right)} eine Kalibrierungsfunktion als Inverse eines semiempirisch bestimmten Zusammenhangs zwischen {\displaystyle A} und {\displaystyle \Delta }. Charles Francis Richter bestimmte 1958 eine Tabelle mit Werten für {\displaystyle 20^{\circ }\leq \Delta \leq 180^{\circ }}.

Sergei Leonidowitsch Solowjow schlug 1955 die Verwendung der maximalen Bodenpartikel-Geschwindigkeit {\displaystyle (A/T)_{\text{max}}} vor, die die seismische Energie besser wiedergibt.
Die heutige Skala, genannt Moskau-Prag-Formel, wurde 1962 durch Vít Kárník formuliert als:
{\displaystyle M_{\text{S}}=\log _{10}\left({\frac {A}{T}}\right)_{\text{max}}+\sigma \left(\Delta \right)=\log _{10}\left({\frac {A}{T}}\right)_{\text{max}}+1{,}66\log _{10}\Delta +3{,}3}
Diese Formel gilt nur für {\displaystyle 2^{\circ }\leq \Delta \leq 160^{\circ }} und Erdbeben mit einer Herdtiefe von 50 km oder weniger.
Die Oberflächenwellen-Magnituden-Skala besitzt eine Sättigung bei {\displaystyle M_{\text{S}}=8{,}5}.

## Quelle
- Peter Bormann: 3.2 Magnitude of seismic events. In: Peter Bormann (Hrsg.): New Manual of Seismological Observatory Practice NMSOP. überarbeitete Auflage. Deutsches GeoForschungsZentrum GFZ, Potsdam 2009, ISBN 3-9808780-0-7, S. 30–31, 48, doi:10.2312/GFZ.NMSOP_r1_ch3.